# Wera Nabokowa
Wera Nabokowa (russisch Вера Набокова, engl. Transkription Vera Nabokova; * 1929) ist eine ehemalige sowjetische Speerwerferin.
Bei den Leichtathletik-Europameisterschaften 1950 in Brüssel wurde sie Vierte mit 41,88 m.
1951 wurde sie sowjetische Meisterin mit ihrer persönlichen Bestleistung von 50,90 m.